# کناس آدی هاریانتو
کناس آدی هاریانتو (زاده ۲۶ ژوئن ۱۹۹۳) بازیکن بدمینتون اندونزیایی وابسته به باشگاه جاروم می‌باشد.  